# Нова Українка (присілок)
Нова Украї́нка (рос. Новая Украинка) — присілок у складі Половинського округу Курганської області, Росія.
Населення — 68 осіб (2010, 139 у 2002).
Національний склад станом на 2002 рік:
- росіяни — 77 %